# Sammy Sosa
Artikeln följer den spanska namnseden; faderns efternamn är Peralta och moderns efternamn Sosa.
Samuel Kelvin "Sammy" Peralta Sosa, född den 12 november 1968 i Consuelo, är en dominikansk före detta professionell basebollspelare som spelade 18 säsonger i Major League Baseball (MLB) 1989–2005 och 2007. Sosa var rightfielder.
Sosa spelade för Texas Rangers (1989), Chicago White Sox (1989–1991), Chicago Cubs (1992–2004), Baltimore Orioles (2005) och Rangers igen (2007). Totalt spelade han 2 354 matcher i grundserien med ett slaggenomsnitt på 0,273, 609 homeruns och 1 667 RBI:s (inslagna poäng).
Sosa är en av bara nio spelare i MLB:s historia som slagit minst 600 homeruns under sin karriär. Han blev känd för en större publik när han och Mark McGwire 1998 jagade MLB-rekordet för flest homeruns under en säsong, ett rekord som innehades av Roger Maris med 61 homeruns, satt 1961. Sosa nådde 66 homeruns, men McGwire var värre med 70. Barry Bonds slog rekordet 2001 med 73 homeruns. Sosa är dock den enda spelaren i MLB:s historia att nå minst 60 homeruns under tre olika säsonger, och han är tillsammans med McGwire och Babe Ruth de enda som nått minst 50 homeruns under fyra olika säsonger. Sosa har även MLB-rekordet för flest homeruns under en kalendermånad med 20, vilket han gjorde i juni 1998.
Bland Sosas övriga meriter kan nämnas att han sju gånger togs ut till MLB:s all star-match, vann en MVP Award och sex Silver Slugger Awards.
Å andra sidan hade Sosa många strikeouts och är fyra genom tiderna i den kategorin i MLB-historien med 2 306 strikeouts.
Sosa var populär i Chicago under sin tid med Chicago Cubs, men efter att ha avslöjats med att ha använt ett basebollträ med korkkärna 2003 dalade hans stjärna och säsongen efter blev hans sista i Chicago. Sättet han lämnade Cubs på upprörde en del och klubben har inte förlåtit honom. När Cubs 2016 spelade i World Series för första gången sedan 1945 var många gamla storspelare inbjudna, men inte Sosa.
Det har länge spekulerats i att Sosa använde dopningsmedel under sin karriär. The New York Times skrev 2009 att Sosa lämnade ett positivt dopningstest 2003. Dessa rykten har gjort att vissa inte anser att han bör väljas in i National Baseball Hall of Fame, trots att hans insatser i MLB, framför allt hans många homeruns, borde göra honom värdig. När han 2013 för första gången var valbar fick han bara 12,5 % av rösterna, långt från de 75 % som krävdes. Sosa själv var försiktig i sin kommentar, men ansåg att han förtjänade att väljas in. Han fick aldrig särskilt många röster under de tio år som han fanns med på valsedeln; som mest 18,5 % 2022, det sista året. Sosa har alltid förnekat att han använde dopningsmedel under sin karriär.